# Єлань (Бичурський район)
Єлань (рос. Елань) — село Бичурського району, Бурятії Росії. Входить до складу Сільського поселення Єланське.
Населення — 1082 особи (2015 рік).